# Гокем (Міссурі)
Гокем (англ. Holcomb) — місто (англ. city) в США, в окрузі Данкін штату Міссурі. Населення — 642 особи (2020).

## Географія
Гокем розташований за координатами 36°24′5″ пн. ш. 90°1′29″ зх. д. / 36.40139° пн. ш. 90.02472° зх. д. (36.401341, -90.024838).  За даними Бюро перепису населення США в 2010 році місто мало площу 1,51 км², уся площа — суходіл.

## Демографія
Згідно з переписом 2010 року, у місті мешкало 635 осіб у 248 домогосподарствах у складі 173 родин. Густота населення становила 421 особа/км².  Було 279 помешкань (185/км²).
Расовий склад населення:
| - 95,6 % — білих - 1,7 % — чорних або афроамериканців - 2,2 % — осіб інших рас |

До двох чи більше рас належало 0,5 %. Частка іспаномовних становила 4,1 % від усіх жителів.
За віковим діапазоном населення розподілялося таким чином: 29,8 % — особи молодші 18 років, 54,8 % — особи у віці 18—64 років, 15,4 % — особи у віці 65 років та старші. Медіана віку мешканця становила 35,5 року. На 100 осіб жіночої статі у місті припадало 91,3 чоловіків;  на 100 жінок у віці від 18 років та старших — 85,8 чоловіків також старших 18 років.
Середній дохід на одне домашнє господарство  становив 38 175 доларів США (медіана — 29 375), а середній дохід на одну сім'ю — 44 072 долари (медіана — 36 250). Медіана доходів становила 28 000 доларів для чоловіків та 28 641 долар для жінок. За межею бідності перебувало 29,3 % осіб, у тому числі 38,2 % дітей у віці до 18 років та 11,6 % осіб у віці 65 років та старших.
Цивільне працевлаштоване населення становило 259 осіб. Основні галузі зайнятості: освіта, охорона здоров'я та соціальна допомога — 17,0 %, роздрібна торгівля — 16,2 %, виробництво — 11,2 %, мистецтво, розваги та відпочинок — 10,8 %.